# Jakob Josef Eeckhout

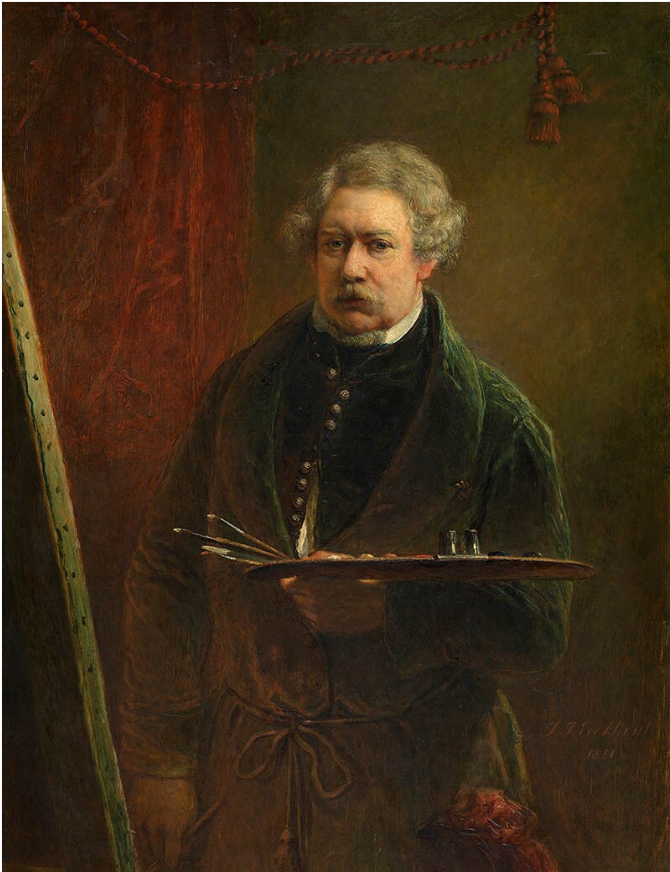
Selbstporträt

Jakob Josef Eeckhout (* 6. Februar 1793 in Antwerpen; † 25. Dezember 1861 in Paris) war ein belgischer Lithograf, Genre-, Historien- und Porträtmaler.

## Leben
Eeckhout war ein Sohn eines Goldschmieds. Er erlernte zunächst bei seinem Vater das Goldschmiedehandwerk. Da sein Vater nicht duldete, dass er Maler werden wollte, ließ er ihn sieben Jahre lang als Goldarbeiter arbeiten. Anschließend schrieb er sich an der Antwerpener Akademie ein und wandte sich dem Zeichnen und der Bildhauerei zu. Hier nahm er sich die Werke von Benvenuto Cellini und Lorenzo Ghiberti zum Vorbild. Er erlernte so das Modellieren und erlangte 1821 gemeinsam mit Louis Royer für sein Basrelief Tod der Kleopatra in Brüssel einen akademischen Preis in der Skulptur.

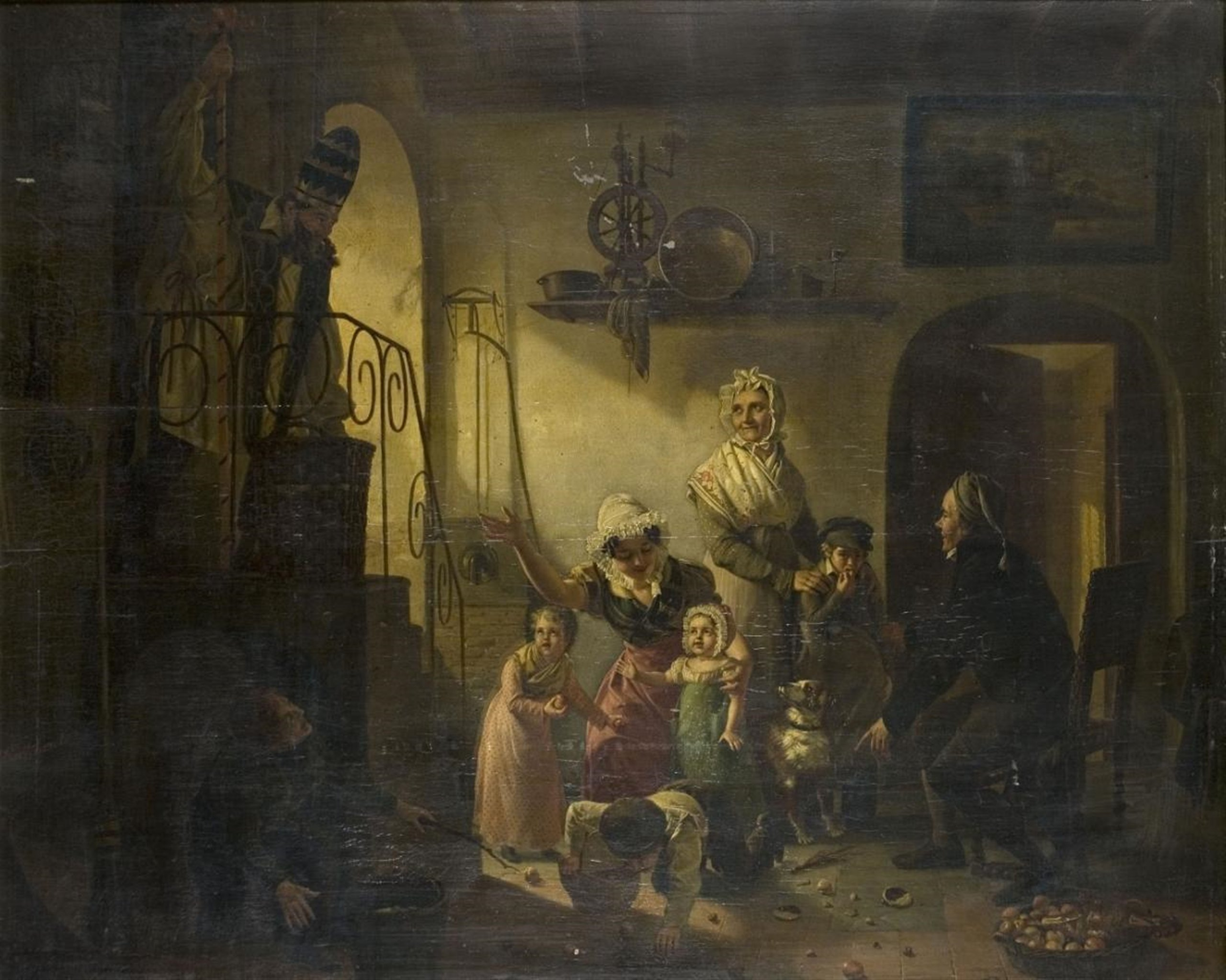
St. Nikolausfest

Kurz darauf wechselte er zur Malerei und zeigte in seinem ersten Werk ein St. Nikolausfest. Im Jahr 1824 errang er mit dem Gemälde Mädchen, einen Jüngling schachmatt setzend in Gent den ersten Preis und erhielt bald darauf auch in Douai eine Medaille. 1831 ließ er sich im Haag nieder, um einige Bilder für Mitglieder der holländischen Königsfamilie auszuführen und wurde 1839 dort Direktor der Akademie. 1844 kam er nach Belgien zurück, wohnte zunächst in Mechelen und dann in Brüssel. Er war 1856 Gründungsmitglied der Société royale belge des aquarellistes. 1859 gab er seine künstlerische Tätigkeit auf und ließ sich in Paris nieder, wo er ein Bankgeschäft eröffnete und nur noch gelegentlich etwas zeichnete oder eine Kopie in den Galerien Alexandre-Gabriel Decamps anfertigte. Eeckhout schöpfte eine Zeit lang seine Motive gern aus dem Leben der Scheveninger Fischer, kultivierte später aber mit Vorliebe das historische Genre. Sein Sohn Victor Eeckhout wurde von ihm ausgebildet und betätigte sich ebenfalls als Maler.

## Ehrungen
- 1829 wurde er wirkliches Mitglied der Königlich Niederländischen Akademie der Wissenschaften in Amsterdam (Koninklijk Instituut, vierde klasse),[2] Antwerpen, Brüssel und Rotterdam
- 1839 erster Professor an der städtischen Akademie im Haag.

## Werk (Auswahl)

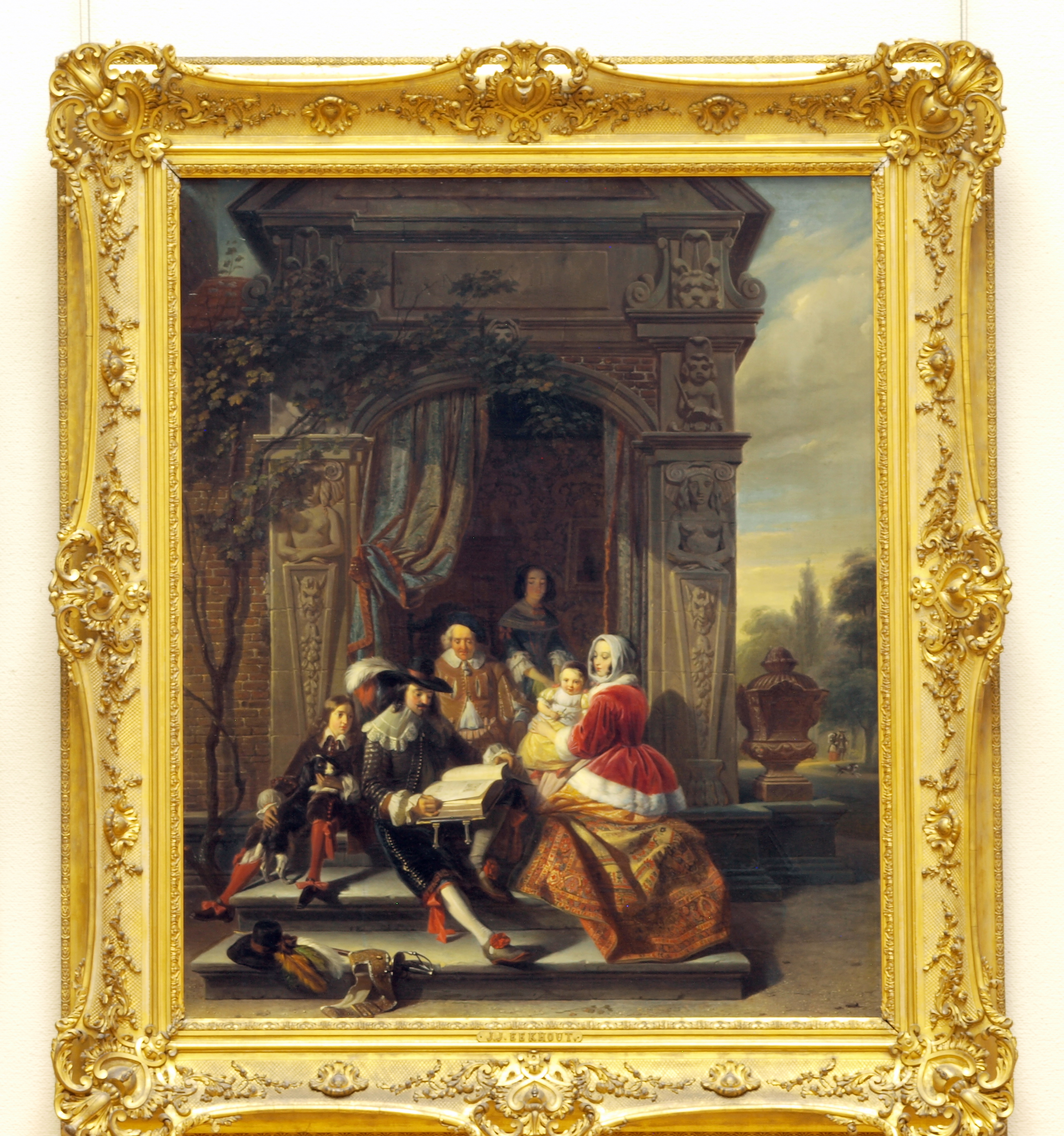
Die Vorlesung

Eeckhouts Porträts wurden geschätzt und viele Galerien in Holland, Belgien und Deutschland besaßen Bilder von ihm. Werke von ihm waren auf zahlreichen Ausstellungen im In- und Ausland vertreten. Seine Hauptwerke sind:
- Peter der Große zu Zaandam
- Tod Wilhelms des Schweigsamen
- Vermählung der Jakobäa von Bayern mit Herzog Johann von Brabant
- Waisenmädchen aus der Kirche kommend
- Die väterliche Ermahnung
- Abschied der Scheveninger Rekruten

Als Herausgeber:
- Collection de portraits d’artistes modernes nes dans le royaume des Pays-Bas. Brüssel 1822 (eine Sammlung von 60 von ihm nach der Natur gezeichneten Bildnisse von in den Niederlanden geborenen Künstlern, lithografiert von Guillaume Philidor Van den Burggraaff, books.google.be).
- Costumes du peuple des provinces du royaume des Pays-Bas. 1827 (ein Werk über die Kostüme der verschiedenen Provinzen der Niederlande, lithografiert von Eeckhout selbst und Jean-Baptiste Madou).